# Димітр Яблоновський
Димі́тр Гіполіт Алекса́ндер Яблоно́вський (пол. Dymitr Hipolit Aleksander Jabłonowski; 8 квітня 1706 — травень 1788) — польський магнат, князь Священної Римської імперії (з 1744), урядник Королівства Польського. Представник роду Яблоновських гербу Прус ІІІ.

## Життєпис
Син руського, волинського воєводи, коронного канцлера Яна Станіслава Яблоновського та його дружини Йоанни Марії (Жан-Марі) де Бетюн-Шабрі, що була племінницею польської королеви Марії Казимири.
Посади: староста вишенський, ковельський, мостиський
Перша дружина — з 1732 року Катажина Шeмбek (†1746); донька — Констанція. Друга дружина — з 1748 року Юзефа Кароліна Мицєльська. Діти:
- Станіслав — чоловік Анни Сєменської
- Мацей Антоній — чоловік Марії Анни (Маріанни) Шептицької, доньки Шимона Шептицького
- Януш — канонік Варшави, Луцька
- Юзеф
- Кароль — чоловік Теклі Чацької,[1] дідички Лисянки Юзефи Мошковської[2]
- Йоанна — дружина чернігівського каштеляна князя Януша Томаша Четвертинського. 
З другою дружиною із Ковельського староства 1771 року сплачували 18008 злотих 24 гроші кварти, 6404 зл. 21 гріш «гіберни».[3]